# De eeuwigheid en een dag
De eeuwigheid en een dag (Grieks: Μια αιωνιότητα και μια μέρα, Mia aioniotita kai mia mera) is een film uit 1998 van de Griekse regisseur Theo Angelopoulos. De film won de Gouden Palm op het Filmfestival van Cannes in 1998.

## Verhaal
De film volgt de terminaal zieke dichter Alexandros op de laatste dag van zijn leven. Hij geeft zijn dochter een brief van haar moeder en haalt herinneringen op aan zijn geliefde vrouw. Hij redt een kleine Albanese wees van mensenhandelaars. Hij brengt zijn laatste dag door met de vluchteling. Hij kan hem helpen met zijn terugkeer naar Albanië en neemt laat in de nacht afscheid van de jongen. De film eindigt aan het strand met een blik op de zee.

## Rolverdeling
| Acteur                 | Personage             |
| ---------------------- | --------------------- |
| Bruno Ganz             | Alexandros            |
| Isabelle Renauld: Anna |                       |
| Fabrizio Bentivoglio   | Dichter               |
| Achileas Skevis        | Kind                  |
| Alexandra Ladikou      | Moeder van Anna       |
| Despina Bebedelli      | Moeder van Alexandros |
| Helene Gerasimidou     | Urania                |